# Боргоманеро
Боргоманеро, Борґоманеро (італ. Borgomanero, п'єм. Borbané) — муніципалітет в Італії, у регіоні П'ємонт,  провінція Новара.
Боргоманеро розташоване на відстані близько 540 км на північний захід від Рима, 95 км на північний схід від Турина, 31 км на північний захід від Новари.
Населення — 21 757 осіб (2014).

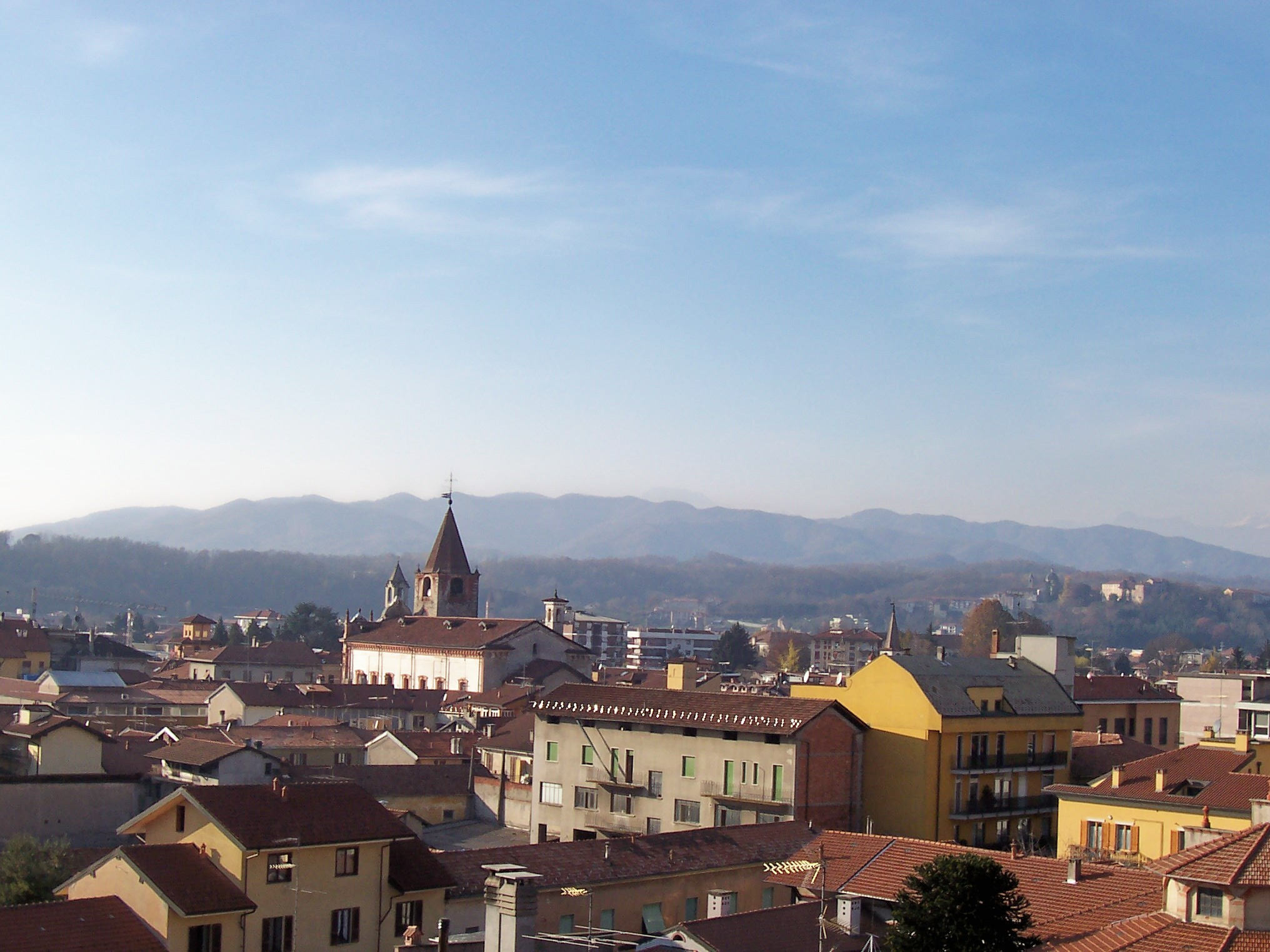

Щорічний фестиваль відбувається 24 серпня. Покровитель — святий Варфоломій.

## Демографія
Населення за роками:

Станом на 1 січня 2023 року в муніципалітеті офіційно проживали 2074 іноземці з 68 країн, серед них 212 громадян країн Євросоюзу та 588 громадян України.

## Уродженці
- Маттія Кассані (*1983) — італійський футболіст, захисник.

## Сусідні муніципалітети
- Богоньо
- Брига-Новарезе
- Кресса
- Куреджо
- Фонтането-д'Агонья
- Гаргалло
- Гаттіко
- Гоццано
- Інворіо
- Маджора
- Веруно